# أندرو فرينش
أندرو فرينش (بالإنجليزية: Andrew French)‏ هو سياسي أمريكي، ولد في 10 ديسمبر 1859، وتوفي في 9 فبراير 1936. انتخب عضو مجلس نواب مينيسوتا.